# Bulbophyllum planitiae
Bulbophyllum planitiae là một loài phong lan thuộc chi Bulbophyllum.